# Heinz Onnertz
Heinz Onnertz (* 1950 in Neuss) ist ein ehemaliger deutscher Landrat des Landkreises Vulkaneifel (1999–2013).

## Leben
Heinz Onnertz besuchte von 1960 bis 1968 das Quirinus-Gymnasium in Neuss. Im Anschluss studierte er von 1968 bis 1973 in Köln. Nachdem er 1977 seine Zweite Staatsprüfung abgelegt hatte, nahm er noch im gleichen Jahr seine berufliche Tätigkeit im richterlichen Dienst von Nordrhein-Westfalen auf. Von dort wechselte er im Jahr 1981 zum Amtsgericht Daun, wo er Ende Mai 1994 die Leitung als Amtsgerichtsdirektor übernahm. Nach der Wahl zum Landrat des damaligen Landkreises Daun am 13. Juni 1999 wurde er am 1. September 1999 durch den 1. Kreisbeigeordneten Heinrich Braun in sein neues Amt eingeführt. Während seiner Amtszeit wurde u. a. eine Optionskommune eingeführt, der Landkreis Daun in Landkreis Vulkaneifel umbenannt und der Naturpark Vulkaneifel gegründet. Onnertz, der sich gegen eine Fusionierung der Sparkassen Bitburg und Daun ausgesprochen hatte, ließ ferner eine Grundsanierung der kreiseigenen Schulen durchführen. Weiterhin ließ er eine bürgernahe Verwaltung durch die Einführung eines Bürgerbüros in der Kreisverwaltung Vulkaneifel einrichten, die den Bürgern eine regelmäßige Sprechstunde ermöglichen sollte. Nach seinem Rücktritt als Verwaltungsratsvorsitzender der Kreissparkasse Vulkaneifel im Juni 2012 gab er zwei Tage später bekannt, dass er auch sein Amt als Landrat zur Verfügung stellen wird, um zum 31. März 2013 vorzeitig in den Ruhestand gehen zu können. Nachfolger wurde Heinz-Peter Thiel, nachdem er am 2. Dezember 2012 die Wahl zum neuen Landrat des Landkreises Vulkaneifel mit 61,3 % der Stimmen gewonnen hatte. Seine vielfältigen Erfahrungen während seiner Amtszeit als Landrat hielt Onnertz in seinem 2014 veröffentlichten Buch mit dem Titel Dreizehneinhalb fest, einer Zahl die nicht zufällig seiner Dienstzeit entspricht.

## Publikation
- Dreizehneinhalb (13 ½), Daun, H. Onnertz 2014 OCLC 1073593400

## Familie
Heinz Onnertz ist mit der US-amerikanischen Musikerin Cheryl Onnertz verheiratet und hat vier Kinder.